# Delitto sulla Costa Azzurra
Delitto sulla Costa Azzurra è un film del 1957 diretto da Denys de La Patellière e tratto dal romanzo Ogni cosa ha il suo prezzo di James Hadley Chase.

## Trama
Una sera il pittore squattrinato Robert Mabillon salva la vita al ricco industriale Eric Freminger, mentre questi sta per gettarsi sotto le ruote di un'auto. Di fronte allo stato di ubriachezza di quest'ultimo, Mabillon propone di riportarlo nella sua lussuosa villa di Saint-Jean-Cap-Ferrat, sulla Costa Azzurra. Per riconoscenza Freminger lo assume come autista. Successivamente, quando Freminger si suicida, Mabillon insieme alla vedova sarà costretto ad inscenare un omicidio affinché la donna possa intascare il ricco premio dell'assicurazione.

## Produzione

### Riprese
Gli esterni della villa sono stati girati nei giardini della villa Ephrussi de Rothschild à Saint-Jean-Cap-Ferrat.